# NBA Draft 2008.
NBA Draft 2008. održao se 25. lipnja 2008. godine u njujorškom Madison Square Gardenu. Momčadi NBA lige na draftu biraju igrače sa sveučilišta, uključujući i igrače izvan Amerike. Chicago Bullsi birali su prvi na draftu, što je odlučeno izvlačenjem brojeva na draft lutriji. Ovaj podatak predstavlja veliko iznenađenje s obzirom na to da su Bullsi imali samo 1.7% šansi da dobiju prvi izbor, a prema predviđanjima bili su rangirani oko devetog mjesta. Miami je imao najveću šansu da dobije prvi izbor, no zadovoljio se s drugim mjestom. Minnesota Timberwolvesi birali su treći, dok će četvrti birao Seattle, potom slijede Memphis, New York, LA Clippers, Milwaukee, Charlotte, a prvih deset zatvaraju New Jersey Netsi.
Bullsi su na draftu izabrali razigravača sveučilišta iz Memphisa Derricka Rosea, Miami je odabrao krilo iz Kansas Statea Michaela Beasleya, a Timberwolvesi su odabrali O. J. Maya sa sveučilišta Southern California. Ukupno je draftirano 20 krila, 19 bekova i 12 centara. Ovaj draft bio je posljednji za SuperSonicse jer se franšiza iz Seattlea preselila u Oklahomu City. SuperSonicsi su odlaskom u novi grad promijenili ime i postali Oklahoma City Thunderi.

## Prvi krug
| Izbor | Igrač             | Poz. | Nacionalnost    | Momčad                                                   | Sveučilište / Inozemni klub |
| ----- | ----------------- | ---- | --------------- | -------------------------------------------------------- | --------------------------- |
| 1.    | Derrick Rose      | PG   | SAD             | Chicago Bulls                                            | Memphis (Fr.)               |
| 2.    | Michael Beasley   | PF   | SAD             | Miami Heat                                               | Kansas State (Fr.)          |
| 3.    | O. J. Mayo        | SG   | SAD             | Minnesota Timberwolves (mijenjan u Memphis)              | USC (Fr.)                   |
| 4.    | Russell Westbrook | PG   | SAD             | Seattle SuperSonics                                      | UCLA (So.)                  |
| 5.    | Kevin Love        | PF   | SAD             | Memphis Grizzlies (mijenjan u Minnesotu)                 | UCLA (Fr.)                  |
| 6.    | Danilo Gallinari  | SF   | Italija         | New York Knicks                                          | Olimpia Milano (Italija)    |
| 7.    | Eric Gordon       | SG   | SAD             | Los Angeles Clippers                                     | Indiana (Fr.)               |
| 8.    | Joe Alexander     | SF   | SAD             | Milwaukee Bucks                                          | West Virginia (Jr.)         |
| 9.    | D. J. Augustin    | PG   | SAD             | Charlotte Bobcats                                        | Texas (So.)                 |
| 10.   | Brook Lopez       | C    | SAD             | New Jersey Nets                                          | Stanford (So.)              |
| 11.   | Jerryd Bayless    | PG   | SAD             | Indiana Pacers (mijenjan u Portland)                     | Arizona (Fr.)               |
| 12.   | Jason Thompson    | PF   | SAD             | Sacramento Kings                                         | Rider (Sr.)                 |
| 13.   | Brandon Rush      | SF   | SAD             | Portland Trail Blazers (mijenjan u Indianu)              | Kansas (Jr.)                |
| 14.   | Anthony Randolph  | SF   | SAD             | Golden State Warriors                                    | LSU (Fr.)                   |
| 15.   | Robin Lopez       | PF   | SAD             | Phoenix Suns (iz Atlante)                                | Stanford (So.)              |
| 16.   | Marreese Speights | PF   | SAD             | Philadelphia 76ers                                       | Florida (So.)               |
| 17.   | Roy Hibbert       | C    | SAD             | Toronto Raptors (mijenjan u Indianu)                     | Georgetown (Sr.)            |
| 18.   | JaVale McGee      | C    | SAD             | Washington Wizards                                       | Nevada (So.)                |
| 19.   | J. J. Hickson     | PF   | SAD             | Cleveland Cavaliers                                      | North Carolina State (Fr.)  |
| 20.   | Alexis Ajinça     | C    | Francuska       | Charlotte Bobcats (iz Denvera)                           | Hyères-Toulon (Francuska)   |
| 21.   | Ryan Anderson     | PF   | SAD             | New Jersey Nets (iz Dallasa)                             | California (So.)            |
| 22.   | Courtney Lee      | SG   | SAD             | Orlando Magic                                            | Western Kentucky (Sr.)      |
| 23.   | Kosta Koufos      | C    | Grčka           | Utah Jazz                                                | Ohio State (Fr.)            |
| 24.   | Serge Ibaka       | PF   | Republika Kongo | Seattle SuperSonics (iz Phoenixa)                        | L'Hospitalet (Španjolska)   |
| 25.   | Nicolas Batum     | SF   | Francuska       | Houston Rockets (mijenjan u Portland)                    | Le Mans (Francuska)         |
| 26.   | George Hill       | PG   | SAD             | San Antonio Spurs                                        | IUPUI (Jr.)                 |
| 27.   | Darrell Arthur    | PF   | SAD             | New Orleans Hornets (mijenjan u Memphis preko Portlanda) | Kansas (So.)                |
| 28.   | Donté Greene      | SF   | SAD             | Memphis Grizzlies (iz LA Lakersa, mijenjan u Houston)    | Syracuse (Fr.)              |
| 29.   | D. J. White       | PF   | SAD             | Detroit Pistons (mijenjan u Seattle)                     | Indiana (Sr.)               |
| 30.   | J. R. Giddens     | SG   | SAD             | Boston Celtics                                           | New Mexico (Sr.)            |

## Drugi krug
| Izbor | Igrač                    | Poz. | Nacionalnost | Momčad                                                                       | Sveučilište / Inozemni klub |
| ----- | ------------------------ | ---- | ------------ | ---------------------------------------------------------------------------- | --------------------------- |
| 31    | Nikola Peković           | C    | Crna Gora    | Minnesota Timberwolves (iz Miamija preko Bostona)                            | Panathinaikos (Grčka)       |
| 32    | Walter Sharpe            | PF   | SAD          | Seattle SuperSonics (mijenjan u Detroit)                                     | UAB (Jr.)                   |
| 33    | Joey Dorsey              | PF   | SAD          | Portland Trail Blazers (iz Memphisa, mijenjan u Houston)                     | Memphis (Sr.)               |
| 34    | Mario Chalmers           | PG   | SAD          | Minnesota Timberwolves (mijenjan u Miami)                                    | Kansas (Jr.)                |
| 35    | DeAndre Jordan           | C    | SAD          | Los Angeles Clippers                                                         | Texas A&M (Fr.)             |
| 36    | Ömer Aşık                | C    | Turska       | Portland Trail Blazers (iz New Yorka, mijenjan u Chicago)                    | Fenerbahçe Ülker (Turska)   |
| 37    | Luc Richard Mbah a Moute | SF   | Kamerun      | Milwaukee Bucks                                                              | UCLA (Jr.)                  |
| 38    | Kyle Weaver              | SG   | SAD          | Charlotte Bobcats                                                            | Washington State (Sr.)      |
| 39    | Sonny Weems              | SG   | SAD          | Chicago Bulls (mijenjan u Denver)                                            | Arkansas (Sr.)              |
| 40    | Chris Douglas-Roberts    | SG   | SAD          | New Jersey Nets                                                              | Memphis (Jr.)               |
| 41    | Nathan Jawai             | PF   | Australija   | Indiana Pacers (mijenjan u Toronto)                                          | Cairns Taipans (Australija) |
| 42    | Sean Singletary          | PG   | SAD          | Sacramento Kings (iz Atlante)                                                | Virginia (Sr.)              |
| 43    | Patrick Ewing, Jr.       | PF   | SAD          | Sacramento Kings                                                             | Georgetown (Sr.)            |
| 44    | Ante Tomić               | C    | Hrvatska     | Utah Jazz (iz Philadelphie)                                                  | KK Zagreb (Hrvatska)        |
| 45    | Goran Dragić             | PG   | Slovenija    | San Antonio Spurs (iz Toronta, mijenjan u Phoenix)                           | Union Olimpija (Slovenija)  |
| 46    | Trent Plaisted           | PF   | SAD          | Seattle SuperSonics (iz Portlanda preko Bostona, mijenjan u Detroit)         | BYU (Jr.)                   |
| 47    | Bill Walker              | SF   | SAD          | Washington Wizards (mijenjan u Boston)                                       | Kansas State (Fr.)          |
| 48    | Malik Hairston           | SG   | SAD          | Phoenix Suns (iz Clevelanda, mijenjan u San Antonio)                         | Oregon (Sr.)                |
| 49    | Richard Hendrix          | PF   | SAD          | Golden State Warriors                                                        | Alabama (Jr.)               |
| 50    | DeVon Hardin             | C    | SAD          | Seattle SuperSonics (iz Denvera)                                             | California (Sr.)            |
| 51    | Shan Foster              | SG   | SAD          | Dallas Mavericks                                                             | Vanderbilt (Sr.)            |
| 52    | Darnell Jackson          | PF   | SAD          | Miami Heat (iz Orlanda, mijenjan u Cleveland)                                | Kansas (Sr.)                |
| 53    | Tadija Dragićević        | PF   | Srbija       | Utah Jazz                                                                    | Crvena zvezda (Srbija)      |
| 54    | Maarty Leunen            | PF   | SAD          | Houston Rockets                                                              | Oregon (Sr.)                |
| 55    | Mike Taylor              | PG   | SAD          | Portland Trail Blazers (iz Phoenixa preko Indiane, zamijenjen u LA Clippers) | Idaho Stampede (D-League)   |
| 56    | Saša Kaun                | C    | Rusija       | Seattle SuperSonics (iz New Orleansa preko Houstona, zamijenjen u Cleveland) | Kansas (Sr.)                |
| 57    | James Gist               | PF   | SAD          | San Antonio Spurs                                                            | Maryland (Sr.)              |
| 58    | Joe Crawford             | SG   | SAD          | Los Angeles Lakers                                                           | Kentucky (Sr.)              |
| 59    | Deron Washington         | SF   | SAD          | Detroit Pistons                                                              | [Virginia Tech (Sr.)        |
| 60    | Semih Erden              | C    | Turska       | Boston Celtics                                                               | Fenerbahçe Ülker (Turska)   |

## Vanjske poveznice
- NBA Draft 2008 na NBA.com
- NBA Draft 2008 na ESPN.com